# مخالفان سند همکاری ایران و چین
مخالفان سند همکاری ایران و چین یا برنامهٔ ۲۵ سالهٔ همکاری‌های مشترک ایران و چین مخالفت‌های مردمی و کنشگران سیاسی پیش و پس از امضای سند همکاری بین این دو کشور است. وزیران خارجه ایران و چین روز هفتم فروردین، سند برنامه جامع همکاری بین دو کشور را در تهران امضا کردند.
روز دوشنبه ۹ فروردین تجمع‌های پراکنده اعتراضی در چند شهر ایران علیه این سند همکاری صورت گرفت. پیشتر بیش از ۲۳۰ نفر از فعالان سیاسی مدنی داخل و خارج ایران در نامه‌ای اعتراضی به رئیس‌جمهوری چین، امضای این سند را فاقد اعتبار و غیرانسانی خوانده بودند.
گروهی با اشاره به «رویکرد بقا» نزد جمهوری اسلامی و «ایزوله شدن و حضیض کنونی ایران در جهان» نگرانند که حکومت برای برون‌رفت از بحران در این قرارداد به چین «باج بدهد». گروهی بزرگ از مخالفان، جمهوری اسلامی را به «وطن‌فروشی» متهم می‌کنند.

## سند همکاری
سند همکاری ایران و چین یک توافق سیاسی، استراتژیک و اقتصادی با جنبه‌های پنهان میان نظام جمهوری اسلامی ایران و جمهوری خلق چین برای سرمایه‌گذاری در صنعت نفت ایران، شرکت ملی صادرات گاز ایران، شرکت ملی صنایع پتروشیمی ایران، زیرساخت‌های ایران و همکاری نظامی، امنیتی، فرهنگی و قضایی است. ادعای «پترولیوم اکونومیست» آن است که حجم سرمایه‌گذاری معادل ۲۸۰ تا ۴۰۰ میلیارد دلار آمریکا است. بخش قابل توجهی از این سرمایه‌گذاری چینی‌ها طی سال نخست اجرای قرارداد ۲۵ ساله با آن‌ها به صنعت نفت و گاز ایران تزریق می‌شود و مابقی آن به‌صورت مرحله‌ای و براساس توافق دو طرف از سوی پکن در ایران انجام می‌شود. این سند بخشی از طرح یک کمربند یک راه چین است.

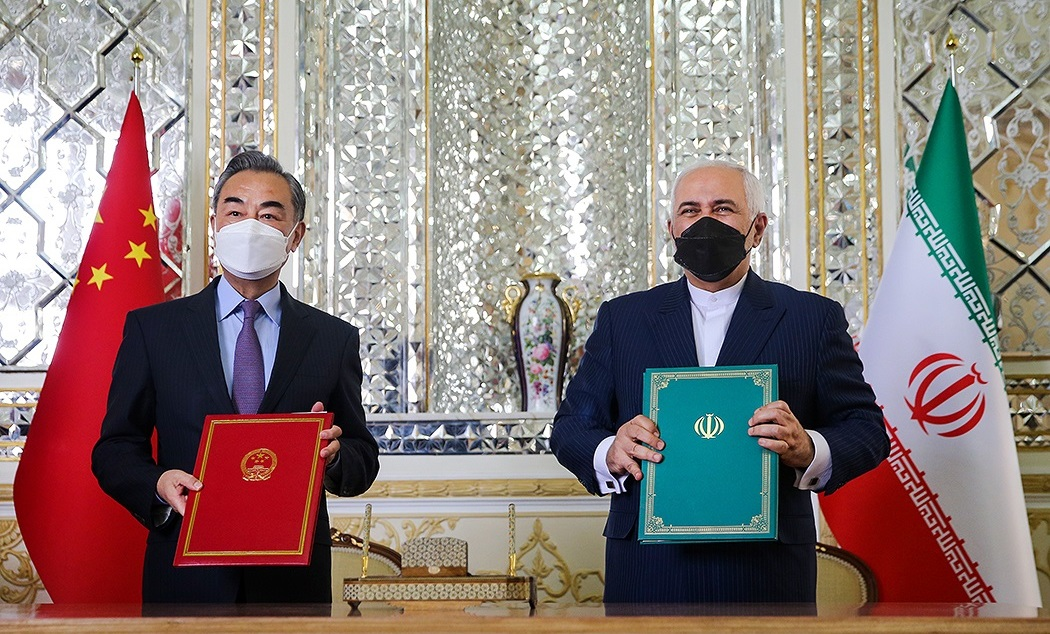
وزیران خارجه ایران و چین روز هفتم فروردین، سند برنامه جامع همکاری بین دو کشور را در تهران امضا کردند.

## تجمع مردمی
گروهی از شهروندان ایران که مخالف این توافق‌نامه هستند، در شهرهای مختلف ایران در تجمع‌های خودجوش حضور یافتند و مخالفت خود را با امضای این سند ابراز کردند. مردم در شهرهای مختلف ایران از جمله تهران، اصفهان و کرج با دردست گرفتن پلاکاردهایی و سردادن شعارهایی در اعتراض به امضای «برنامه همکاری جامع ایران و چین» دست به تجمع زدند. گروهی از معترضان در تهران با تجمع در مقابل ساختمان مجلس شورای اسلامی با سر دادن شعارهایی از جمله «ایران فروشی نیست» به این توافق‌نامه واکنش نشان دادند.
بتول امینی ده‌یادگاری، معلم ساکن مشهد، به دلیل اعتراض به توافق ایران و چین، توسط نیروهای امنیتی در منزل خود بازداشت و به مکان نامعلومی منتقل شد. فؤاد سجودی نریمانی، زندانی سیاسی سابق و پسر خانم امینی دهیادگاری، با انتشار یادداشتی گفته‌است که تصور بر این است حفاظت اطلاعات سپاه مشهد مسئول بازداشت وی بوده و بیماری‌های متعدد خانم امینی باعث افزایش نگرانی خانواده شده‌است.
مأموران در حین بازداشت اقدام به تفتیش منزل این شهروند کرده و برخی از وسایل شخصی او از جمله تلفن همراه و تبلت او را ضبط کرده و با خود بردند.

## نوشتن طومار
شماری از فعالان سیاسی و مدنی با امضاء طومار اینترنتی «فروش ایران به چین را متوقف کنید»، از این نامه که در اعتراض به قرارداد ۲۵ ساله همکاری ایران و چین تنظیم شده، حمایت کردند.
طوماری نیز تحت عنوان «فروش ایران به چین را متوقف کنید» در رسانه‌های اجتماعی برای امضاء در دسترس است.
امضاء کنندگان این طومار از دولت چین می‌خواهند که اوضاع ایران را در شبکه‌های اجتماعی و دنیای مجازی رصد کند تا به واقعیت آنچه زیر پوست جامعه ایران می‌گذرد، پی ببرد. منوچهر بختیاری (پدر پویا بختیاری از کشته شدگان اعتراض‌های آبان ۹۸)، نرگس محمدی (فعال حقوق بشر)، قاسم شعله سعدی (وکیل دادگستری)، مادر ستار بهشتی (وبلاگ‌نویس جوانی که تحت شکنجه جان باخت)، هاشم زینالی (پدر سعید زینالی از ناپدیدشدگان حوادث کوی دانشگاه در ۱۸ تیر ۱۳۷۸) و شماری از فعالان سیاسی و مدنی و وکلای دادگستری از جمله امضاء کنندگان این طومار هستند.
متن طومار:
| « | رئیس‌جمهور محترم کشور چین، عالیجناب شی جین پینگ ضمن ادای احترام به شما و ملت کهنسال چین که همراه با ملت ایران نقشی اساسی در آفرینش فرهنگ و تمدن جهان داشته‌اند دقیقاً در روزی که وزیر خارجهٔ شما به منظور امضای قرارداد ۲۵ ساله به ایران آمده‌اند، موارد زیر را به استحضار جنابعالی می‌رسانیم. نظام جمهوری اسلامی ایران که در حال فروپاشی است، نماینده ملت ایران نیست و مردم با هر مناسبتی، این عدم نمایندگی را ابراز کرده‌اند، از جمله در قیام سراسری دی‌ماه ۹۶ و آبان ۹۸ با تقدیم صدها شهید، خواهانِ سقوط جمهوری اسلامی شده و در آخرین انتخابات پارلمانی، کمترین میزان مشارکت در انتخابات رقم خورده‌است و هم‌اکنون کارزار گستردهٔ «نه به جمهوری اسلامی» و «تحریم انتخابات» در جریان است. نظام جمهوری اسلامی هم‌اکنون با چندین بحران مواجه است که به بحران‌های زمان گذار مشهور هستند از جمله بحران مشروعیت، بحران اختلاف در میان کارگزاران، بحران ناکارآمدی، بحران اقتصادی، بحران فساد دولتمردان، بحران جانشینی و بحران منطقه‌ای. بنابر این سقوط جمهوری اسلامی در کوتاه مدت قطعی است. قرارداد استراتژیک ۲۵ ساله در تعارض با منافع ملی ایران است و به لحاظ اخلاقی، سیاسی، حقوقی و انسانی مردود است. اگر سفارت شما در تهران تحلیل صحیحی از آنچه در ایران می‌گذرد ارایه نمی‌کند، کافی است به شبکه‌های اجتماعی و دنیای مجازی نگاه کنید تا واقعیت‌های زیر پوست جامعه ایران را دریابید. همان‌طور که متذکر گردید نظام جمهوری اسلامی، نماینده واقعی ملت ایران نیست و این قرارداد در تعارضِ قطعی با منافع ملی ایران می‌باشد. نظام جمهوری اسلامی چیزی جز یک کالبد بی‌جان نیست و این قرارداد را با هدف نجات از سرنگونیِ خود امضا می‌کند نه برای تأمین منافع ملی ایران. چون رژیم جمهوری اسلامی نظامی مستاصل و در حال احتضار می‌باشد قرارداد مزبور ذاتاً محکوم به بطلان است. بی‌تردید جنابعالی ارزش دوستی دو ملت بزرگ ایران و چین را بیش از قراردادی می‌دانید که نظام جمهوری اسلامی آن را از روی استیصال امضا می‌کند و نزد ملت ایران یادآور قراردادهای ننگینِ ترکمانچای و گلستان است بنابراین انتظار داریم با فراخواندنِ وزیر امور خارجهٔ خود به پکن از پیگیریِ این قرارداد جلوگیری به عمل آورید. قاطبه ملت ایران و به ویژه نخبگان سیاسی که بسیاری از آنان، اکنون در زندان‌های جمهوری اسلامی تحت شکنجه‌های سخت به سر می‌برند یا به روش‌های مختلف، منزوی یا مجبور به ترک وطن شده‌اند، این قرارداد را فاقد اعتبار می‌دانند و حق استیفای حقوق ملت و جبران خسارت‌های مادی و معنوی را برای خود محفوظ می‌دانند. | » |

## مخالفت فیلمسازان ایرانی
جمعی از فیلمسازان ایرانی سند همکاری‌های راهبردی ۲۵ ساله ایران و چین را خلاف منافع ملی دانسته و آن را رد کرده‌اند. این فیلم‌سازان با اشاره به «چهار دهه سیاست‌های پنهان‌کارانه جمهوری اسلامی» اعلام کردند که سند همکاری‌های راهبردی ۲۵ ساله ایران و چین را که مفاد آن از «مردم ایران پنهان شده‌است» در راستای منافع ملی نمی‌دانند.
در متن بیانیه که خبر آن را محمد رسول‌اف منتشر کرده، آمده‌است:
| « | ما فیلم‌سازان با آگاهی از چهار دهه سیاست‌های پنهان‌کارانه جمهوری اسلامی، سند همکاری‌های راهبردی ۲۵ ساله میان ایران و چین را که مفاد آن از ما مردم ایران پنهان شده‌است، در راستای منافع ملی ندانسته و آن را فاقد وجاهت و مشروعیت می‌دانیم. | » |

مصطفی آل‌احمد، سعید ابراهیمی‌فر، محسن استادعلی، مجید برزگر، جعفر پناهی، کیومرث پوراحمد، عزیزالله حمیدنژاد، علی‌رضا رئیسیان، محمد رسول‌اف، محمدعلی سجادی، مهوش شیخ‌الاسلامی، محمد شیروانی، ناصر صفاریان، عبدالرضا کاهانی، علی مصفا، خسرو معصومی، فرهاد مهران‌فر و مجتبی میرطهماسب از جمله امضاکنندگان بیانیه هستند.
برخی از هنرمندان از جمله گلشیفته فراهانی به این قرارداد اعتراض کرده‌اند.
در پی انتشار بیانیه ۱۸ سینماگر ایرانی علیه سند همکاری ایران و چین و علی‌رغم انتشار خبرهایی مبنی بر فشار بر آنان برای پس گرفتن امضای خود، ۴۳ سینماگر و نویسنده دیگر هم به امضاکنندگان این بیانیه پیوستند. به گفته محمد رسول‌اف، نویسنده و کارگردان مطرح سینمای ایران، آن دسته از کارگردانان و فیلمسازانی که امضای خود را پای بیانیه انتقادی علیه سند همکاری ۲۵ ساله ایران و چین گذاشته‌اند، تهدید به به بازداشت شده‌اند.

## فضای مجازی
برخی ایرانیان در فضای مجازی، به شدت از این پیمان‌نامه، خشمگین شده و آن را سرآغاز «استعمار چین» می‌دانند. کاربران شبکه‌های اجتماعی، موفق شدند در یک بازهٔ ۲۴ ساعته، هشتگ انگلیسی #IranNot4SELLnot4RENT را ۱۷ هزار بار، توییت کنند. هشتگ «#ترکمنچای_چینی» نیز ۱۰ هزار بار، توییت شد (که به قرارداد ترکمن‌چای و واگذاری بخش‌های بزرگی از ایران به امپراتوری پیشین روسیه، اشاره دارد).
این گونه واکنش‌ها به حکومت کمونیستی چین، پیشینه داشته‌است؛ از جمله، پس از آغاز رفع تحریم‌های بین‌المللی بر ضد ایران در سال ۲۰۱۶ میلادی، گروهی از کاربران شبکه‌های اجتماعی، کارزاری را برای «تحریم اجناس چینی» به راه انداختند. پیش‌تر هم در دورهٔ جنبش سبز ایران، گروهی از معترضان به نتایج انتخابات ریاست‌جمهوری، شعار «مرگ بر چین»، داده بودند؛ زیرا عقیده داشتند که چین، تجهیزات ضد شورش و فناوری شنود و ردیابی مخالفان را در اختیار حکومت جمهوری اسلامی ایران، قرار داده‌است.

## سایر منتقدان
- وزارت امور خارجه ایالات متحده آمریکا آن را با عهدنامه ترکمانچای بین ایران و روسیه تزاری مقایسه می‌کنند؛ عهدنامه‌ای که بر اساس آن ایران کنترل بخش‌های بزرگی از سرزمین خود در جنوب قفقاز را از دست داد و آن‌ها را به روسیه واگذار کرد.[۲۵]
- رضا پهلوی، قرارداد ۲۵ ساله میان ایران و چین را «ننگین» توصیف کرد و نتیجه آن را «تاراج» منابع طبیعی کشور و «پذیرش ارتش بیگانه» در خاک کشور دانست. وی تأکید کرد که عقد «هرگونه قراردادی از موضع ضعف -که متأسفانه اکنون در بدترین شرایط آن قرار داریم- تحمیلی است که از طرف بیگانه و حاکمان بر شما روا داشته شده‌است.»[۲۶]

## واکنش‌ها
حسین شریعتمداری، مدیر مسئول کیهان دربارهٔ قرارداد ۲۵ ساله با چین گفت:
| « | کسانی که با اصل و اساس سند همکاری ۲۵ ساله ایران و چین مخالفت می‌کنند، اگر احمق یا دیوانه نباشند بی تردید درپی خیانت به کشورشان هستند و حالت چهارمی وجود ندارد. | » |